# Hlorofenol
Hlorofenol je bilo koji organohlorid fenola koji sadrži jedan ili više kovalentno vezanih atoma hlora. Hlorofenoli se formiraju elektrofilnom halogenacijom fenola hlorom. Većina hlorofenola ima brojne izomere. Monohlorofenoli imaju tri izomera, jer postoje samo tri različite pozicije u fenolnom prstenu; 2-hlorofenol, na primer, je izomer kod koga je atom hlora u orto poziciji. Pentahlorofenol, u kontrastu s tim, ima samo jedan izomer, jer su svih pet dostupnih pozicija prstena fenola hlorinisane.
Hlorofenoli se često koriste kao pesticidi, herbicidi, i dizinfektanti.